# Charles Lemaire
Charles Antoine Lemaire (1 de novembro de 1800 — junho de 1871) foi um botânico e escritor francês. 

## Biografia
Começou a sua carreira como professor de literatura clássica na Universidade de Paris onde descobriu sua paixão pela botânica.
Tornou-se especialista nas cactaceae escrevendo numerosos livros sobre este tema, nomeando várias espécies do gênero Schlumbergera. A espécie Melocactus lemairei foi nomeada em sua homenagem.
Iniciou sua carreira em botânca na cidade de Paris em 1835, onde publicou Jardin Fleuriste e Horticulteur universel. 
Em 1845, partiu para a Bélgica para publicar Flore des Serres et des Jardins de l’Europe e, seguidamente, L'illustration horticole.
Mesmo desejando melhorar a ilustração das plantas na monografia exaustiva sobre a família das Cactaceae: Iconografia descritiva dos Cactées , originalmente publicada de 1841 à 1847 e reeditada em 1993, a obra ainda continua incompleta.

## Obras
- Cactearum aliquot novarum (1838);
- Cactearum genera nova speciesque novae (1839);
- Les plantes grasses (1869).

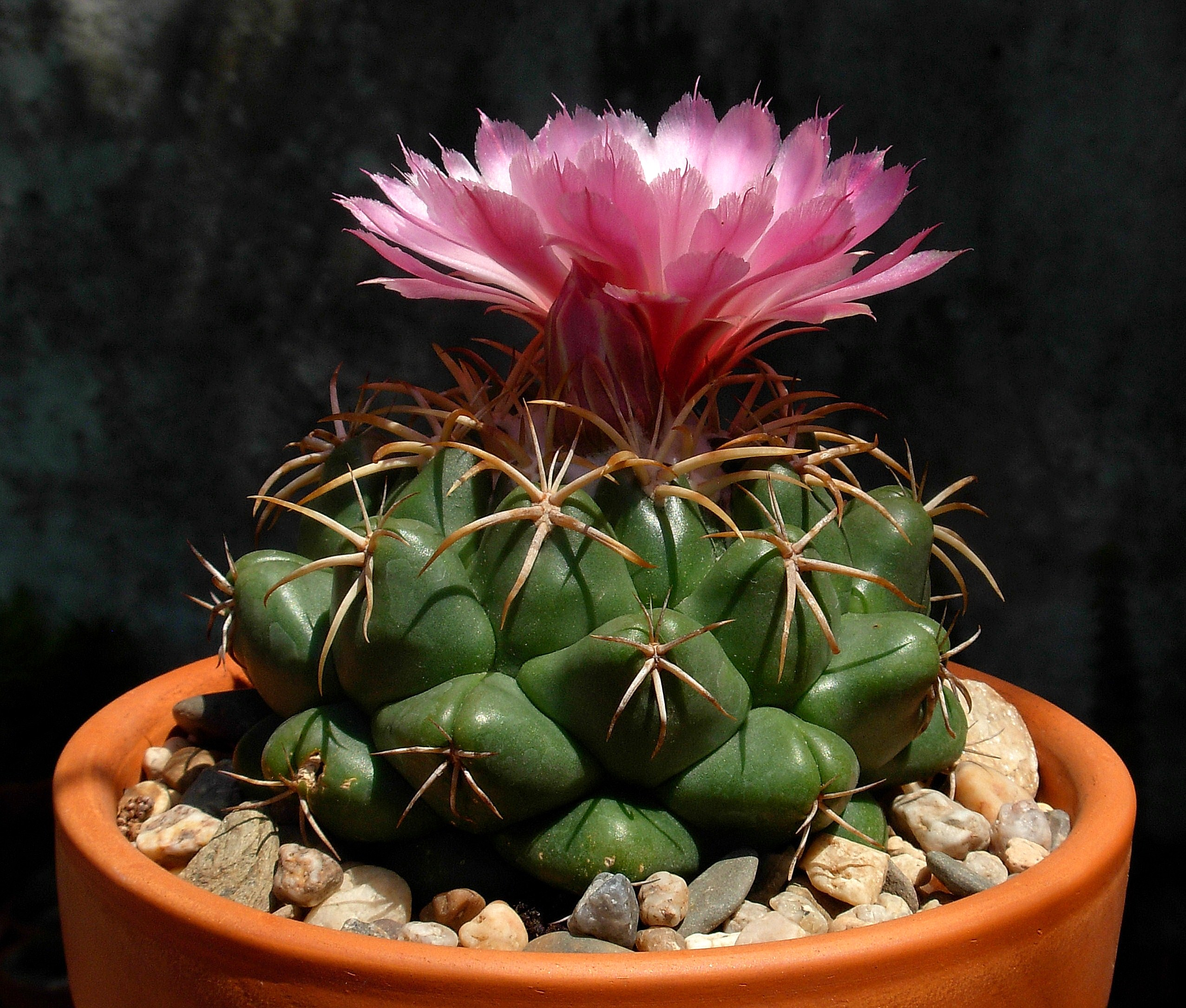
Coryphantha